# Arrondissements de la Vienne

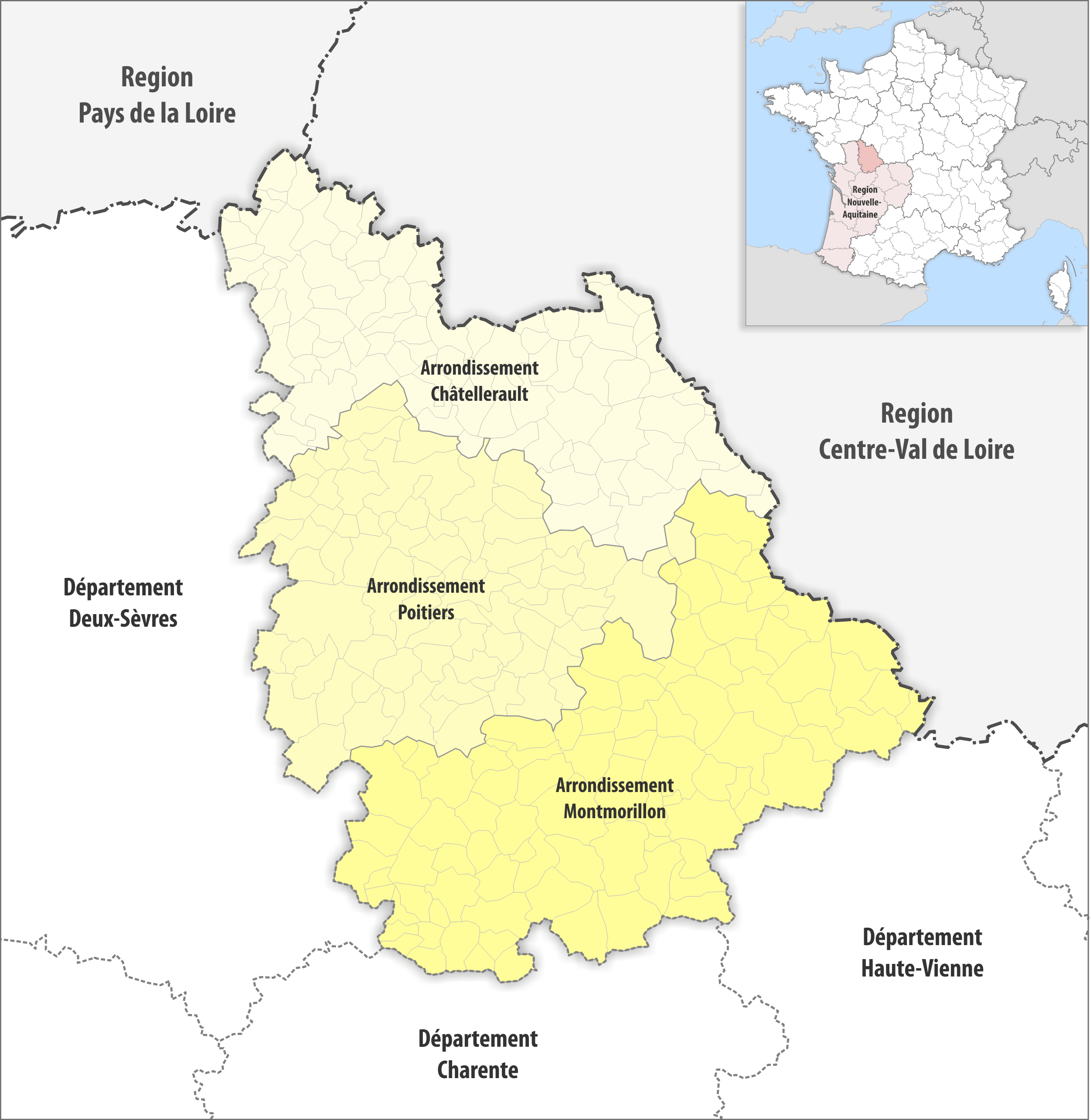
Les arrondissements de la Vienne en 2019.

Le département de la Vienne comprend trois arrondissements.

## Composition
| Nom                             | Code Insee | Superficie (km2) | Population (dernière pop. légale) | Densité (hab./km2) | Modifier             |
| ------------------------------- | ---------- | ---------------- | --------------------------------- | ------------------ | -------------------- |
| Arrondissement de Châtellerault | 861        | 1 982,90         | 107 316 (2022)                    | 54                 | modifier les données |
| Arrondissement de Montmorillon  | 862        | 2 876,10         | 65 431 (2022)                     | 23                 | modifier les données |
| Arrondissement de Poitiers      | 863        | 2 131,50         | 265 941 (2022)                    | 125                | modifier les données |
| Vienne                          | 86         | 6 990,00         | 438 688 (2022)                    | 63                 | modifier les données |

## Histoire
- 1790 : création du département de la Vienne avec six districts : Châtellerault, Civray, Loudun, Lusignan, Montmorillon, Poitiers
- 1800 : création des arrondissements : Châtellerault, Civray, Loudun, Montmorillon, Poitiers
- 1926 : suppression des arrondissements de Civray et Loudun